# Szejk Bedreddin
Şeyh Bedreddin (a także Simavnalı Şeyh Bedreddin Mahmud Rumî) (ur. 3 grudnia 1359 w Simav, zm. 18 grudnia 1420 w Seres), teolog i charyzmatyczny mówca, przywódca powstania ludowego, które wybuchło w Azji Mniejszej i Rumelii przeciwko feudałom z Imperium Osmańskiego w 1416.
Urodził się w mieszanej, muzułmańsko–chrześcijańskiej rodzinie w anatolijskim mieście Simav. Ojcem Bedreddina był pra-prawnuk sułtana rumskiego Kajkawusa II i jednocześnie kadi miasta. Matką była Greczynka, Melek Hatun, która przeszła na islam. Bedreddin rozpoczął swoją edukację w rodzinnym mieście Simav. Następnie udał się do Bursy, a potem do Kairu, gdzie odebrał nauki astronomii, matematyki, logiki i filozofii. Studiował również prawo i inne przedmioty związane z islamem. Podczas pobytu w Kairze, był nauczycielem syna pierwszego sułtana z mameluckiej dynastii Burdżi – Barkuka. Ożenił się z Cazibe Hatun, mamelucką księżniczką.
Po Bitwie pod Ankarą wybuchły walki dynastyczne. To oraz śmierć Bajazyda Błyskawicy spowodowało, że Musa Çelebi wybrał Bedreddina kadiaskerem (najwyższym sędzią). Gdy w 1413 brat Musy, oraz jego główny rywal, Mehmet Çelebi, został sułtanem, Bedreddina wygnano do İzniku.
Powstanie Szejka Bedreddina miało miejsce po bitwie pod Ankarą. W tym czasie Imperium Osmańskie pogrążyło się w chaosie z powodu bratobójczych walk pomiędzy sułtanami. Ludność cierpiała z powodu nałożonych na nią wysokich podatków i wyzyskowi. Szejk Bedreddin opowiadał się za sprawiedliwością społeczną i wolnością. Skłaniał się ku bardziej demokratycznemu zarządzaniu krajem i opowiadał się przeciwko uciskowi ubogich Turków, Greków i Żydów w kraju. Stało się to powodem zorganizowania i wybuchu powstania.
W 1416 Bedreddin poprowadził powstanie przeciwko sułtanom w egejskim, nadbrzeżnym rejonie Anatolii. Oprócz Bedreddina przywódcami powstania byli Torlak Kemal i Börklüce Mustafa. Powstanie wybuchło pod hasłami równego podziału ziemi wśród ludzi z półwyspu Karaburun oraz niepłacenia wysokich podatków. Börklüce Mustafa, po serii początkowych zwycięstw nad żołnierzami z armii sułtana, musiał wycofać się ze swoimi ludźmi aż do półwyspu Karaburnun w pobliżu İzmiru. Decydująca bitwa miała miejsce w dolinie pomiędzy wsią Balıklıova a półwyspem Karaburun na wschód od Izmiru, gdzie wszyscy powstańcy zostali zabici. Börklüce Mustafę ukrzyżowano, a Szejka Bedreddina wywieziono do miasta Seres, gdzie został powieszony w 1420 roku i tam również pochowany. W 1961 roku szczątki ciała Bedreddina zostały przewiezione z Grecji do mauzoleum Sułtana Mahmuda w Divanyolu (w Stambule.
Twórczość Bedreddina została potępiona przez wielu osmańskich nauczycieli, takich jak Ismail Hakki Bursevi. Poeta Nâzım Hikmet został skazany na karę więzienia za zachęcanie kadetów do czytania prac Bedreddina.

## Pisma Bedrettina
- Cami’ü’l-fusuleyn
- Letaifü’l-işarât
- Varidat; (Inspiracje)
- Meserretü’l-kulûb
- Ukudü’l-cevahir